# Yuki Kihara
Yuki Kihara est une artiste plasticienne fa'afafine d'ascendance samoane et japonaise ayant longtemps vécu en diaspora en Nouvelle-Zélande. Elle est connue à l'international pour son traitement des questions de genre, d'identité autochtone, de décolonisation et d'écologie dans ses œuvres.

## Biographie
Kihara a étudié le stylisme en Nouvelle-Zélande.

## Œuvre
En 2001, le musée de Nouvelle-Zélande Te Papa Tongarewa acquiert et expose trois tee-shirts créés par Kihara, puis les retire de la vue du public à la suite de plaintes de trois entreprises dont les logos étaient parodiés, dont celui de Kentucky Fried Chicken où l'acronyme devenait « KKK ».
En 2013, la série de photographies Where Do We Come From? What Are We? Where Are We Going? explore le deuil vis-à-vis de l'histoire coloniale.
En 2015, Kihara présente sa série de portraits photographiques A Study of a Samoan Savage, où Maui, représenté par le modèle Ioane Ioane, est soumis à des mesures anthropométriques déshumanisantes par des mains de blancs.
En 2019, Kihara crée son installation サーモアについてのうた [Sāmoa no uta] ‘A Song about Sāmoa’, deux séries de cinq kimonos en siapo sur la surface desquels deux fresques dépeignent Samoa, dans un style inspiré du nihonga. Ces kimonos – créés avec les sœurs artisanes de tapa Ambronesia et Sylvia Hanipale et exposés à côté d'un kimono créé par Masako Kihara, la grand-mère de Yuki – incarnent et représentent les relations entre le Japon et l'Océanie.
Kihara a représenté la Nouvelle-Zélande à la Biennale de Venise en 2022 avec son exposition Paradise Camp, qui renverse les représentations de l'Océanie dans les canons de l'art occidental sur le mode camp. En particulier, elle subvertit l'œuvre de Paul Gauguin pour revendiquer la Fierté collective d'être fa'afafine.

## Thèmes
Selon la critique Pamela Rosi, l'œuvre de Yuki Kihara est traversée par des conceptions autochtones du temps comme un cycle spirituel, et développe les réflexions modernes autour du teu le vā, une idée des relations sociales comme des espaces dont il faut prendre soin. Selon la critique Caroline Sinavaiana Gabbard, cette réflexion autour du vā, que l'on retrouve aussi dans l'œuvre de Kalisolaite 'Uhila, est une continuation de la pensée d'Albert Wendt et se rapproche de la philosophie de la Relation d'Édouard Glissant.
Pour Liang-Kai Yu et Eliza Steinbock aussi, la spatialité du concept de vā est cruciale dans l'œuvre de Kihara, particulièrement dans l'arrangement muséographique du pavillon néo-zélandais qu'elle a dirigé lors la Biennale de 2022. Cette exposition laisse selon eux entrapercevoir une utopie queer dans la subversion des musées et de leur monde.